# Kurt Aebli
Kurt Aebli (* 20. Oktober 1955 in Rüti ZH) ist ein Schweizer Schriftsteller.

## Leben
Kurt Aebli studierte an der Universität Basel Germanistik, Geschichte und Ethnologie. Er lebt heute in Nenzingen (Landkreis Konstanz). Längere Aufenthalte in Wien, Paris, Sofia, Berlin. Der Verfasser von Lyrik und Prosa nahm an den Klagenfurter Tagen der deutschsprachigen Literatur 1991 und 1996 teil und war 1990 Gast beim Treffen der Gruppe 47 in Prag.

## Auszeichnungen
Aebli erhielt neben diversen Stipendien 2004 einen Einzelwerkpreis der Schweizerischen Schillerstiftung sowie 2005 eine Ehrengabe des Kantons Zürich. 2008 wurde ihm der 1. Basler Lyrikpreis zugesprochen.

## Werke
- Der perfekte Passagier. Gedichte. Nachtmaschine, Basel 1983, ISBN 3-905010-01-X
- Die Flucht aus den Wörtern. Prosa. Rauhreif, Zürich 1983, ISBN 3-907764-01-3
- Die Vitrine. Erzählungen. Rauhreif, Zürich 1988, ISBN 3-907764-10-2
- Küß mich einmal ordentlich. Prosa. Suhrkamp (edition suhrkamp 1618), Frankfurt am Main 1990, ISBN 3-518-11618-5
- Mein Arkadien. Prosa. Suhrkamp (edition suhrkamp 1885), Frankfurt am Main 1994, ISBN 3-518-11885-4
- Frederik. Erzählung. Suhrkamp, Frankfurt am Main 1997, ISBN 3-518-40848-8
- Die Uhr. Gedichte. Suhrkamp (edition suhrkamp 2186), Frankfurt am Main 2000, ISBN 3-518-12186-3
- Ameisenjagd. Gedichte. Suhrkamp (edition suhrkamp 2331), Frankfurt am Main 2004, ISBN 3-518-12331-9
- Der ins Herz getroffene Punkt. Engeler, Basel 2005, ISBN 3-905591-87-1
- Ich bin eine Nummer zu klein für mich. Gedichte. Engeler, Basel 2007, ISBN 978-3-938767-28-3
- Der Unvorbereitete. Engeler, Basel 2009, ISBN 978-3-938767-67-2
- Tropfen. Edition Korrespondenzen, Wien 2014, ISBN 978-3-902951-04-5
- Königliche Fahrt. Wolfbach Verlag, Zürich 2017, ISBN 978-3-905910-99-5
- En passant. Gedichte. Wolfbach Verlag, Zürich 2019, ISBN 978-3-906929-33-0